# 어우양니니
어우양니니(중국어: 歐陽妮妮, 1996년 3월 9일 ~ )는 타이완의 배우이다. 아버지는 시의원 어우양룽, 어머니는 배우 푸쥐안이다.